# Bocquillonia lucidula
Bocquillonia lucidula är en törelväxtart som beskrevs av Airy Shaw. Bocquillonia lucidula ingår i släktet Bocquillonia och familjen törelväxter. Inga underarter finns listade i Catalogue of Life.